# Brunstrupig parakit
Brunstrupig parakit (Eupsittula pertinax) är en fågel i familjen västpapegojor inom ordningen papegojfåglar.

## Utseende och läte
Brunstrupig parakit är grön ovan med ljusare gulaktig buk och en lång och spetsig stjärt. Den är vidare tydligt brun på kind och övre delen av bröstet, men det kan vara svårt att se i flykten. Lätena är raspiga och gnissliga.

## Utbredning och systematik
Brunstrupig parakit har en vid utbredning från Costa Rica söder ut till Amazonområdet. Den delas in i fjorton underarter med följande underarter:
- Eupsittula pertinax ocularis – låglandet vid Stilla havet i sydvästra Costa Rica och Panama
- pertinax-gruppen
  - Eupsittula pertinax aeruginosa – norra Colombia till nordvästra Venezuela
  - Eupsittula pertinax griseipecta – nordöstra Colombia (Sinu River Valley)
  - Eupsittula pertinax lehmanni – ölanos i östra Colombia (eventuellt också i närliggande delar av västra Venezuela)
  - Eupsittula pertinax arubensis – Aruba (Nederländska Antillerna)
  - Eupsittula pertinax pertinax – Curaçao (Nederländska Antillerna)
  - Eupsittula pertinax xanthogenia – Bonaire (Nederländska Antillerna)
  - Eupsittula pertinax tortugensis – Isla La Tortuga (utanför norra Venezuela)
  - Eupsittula pertinax margaritensis – Isla Margarita och Islas Los Frailes (utanför norra Venezuela)
  - Eupsittula pertinax venezuelae – allmänt utbredd i hela Venezuela
  - Eupsittula pertinax surinama – nordöstra Venezuela och Guyanaregionen
  - Eupsittula pertinax chrysophrys – tepuis i sydöstra Venezuela och i angränsande delar av Brasilien
  - Eupsittula pertinax chrysogenys – nordvästra Brasilien (Rio Negro-regionen)
  - Eupsittula pertinax paraensis – norra Amazonområdet i Brasilien (Rio Tapajós och Rio Cururu)

### Släktestillhörighet
Tidigare placerades brunstrupig parakit i Aratinga, men DNA-studier visar att arterna i släktet inte är varandras närmaste släktingar. Aratinga har därför brutits upp i flera mindre släkten, där brunstrupig parakit med släktingar förs till Eupsittula.

## Levnadssätt
Brunstrupig parakit hittas i trädgårdar, skogsbryn och ungskogar. Där ses den nästan alltid i småflockar, födosökande på frukt. 

## Status
Arten har ett stort utbredningsområde och beståndet anses stabilt. Internationella naturvårdsunionen IUCN listar den därför som livskraftig (LC). Beståndet uppskattas till i storleksordningen fem till 50 miljoner vuxna individer.

## I kulturen
Brunstrupig parakit av underarten arubensis är karibiska ön Arubas nationalfågel sedan 2017.

## Bilder

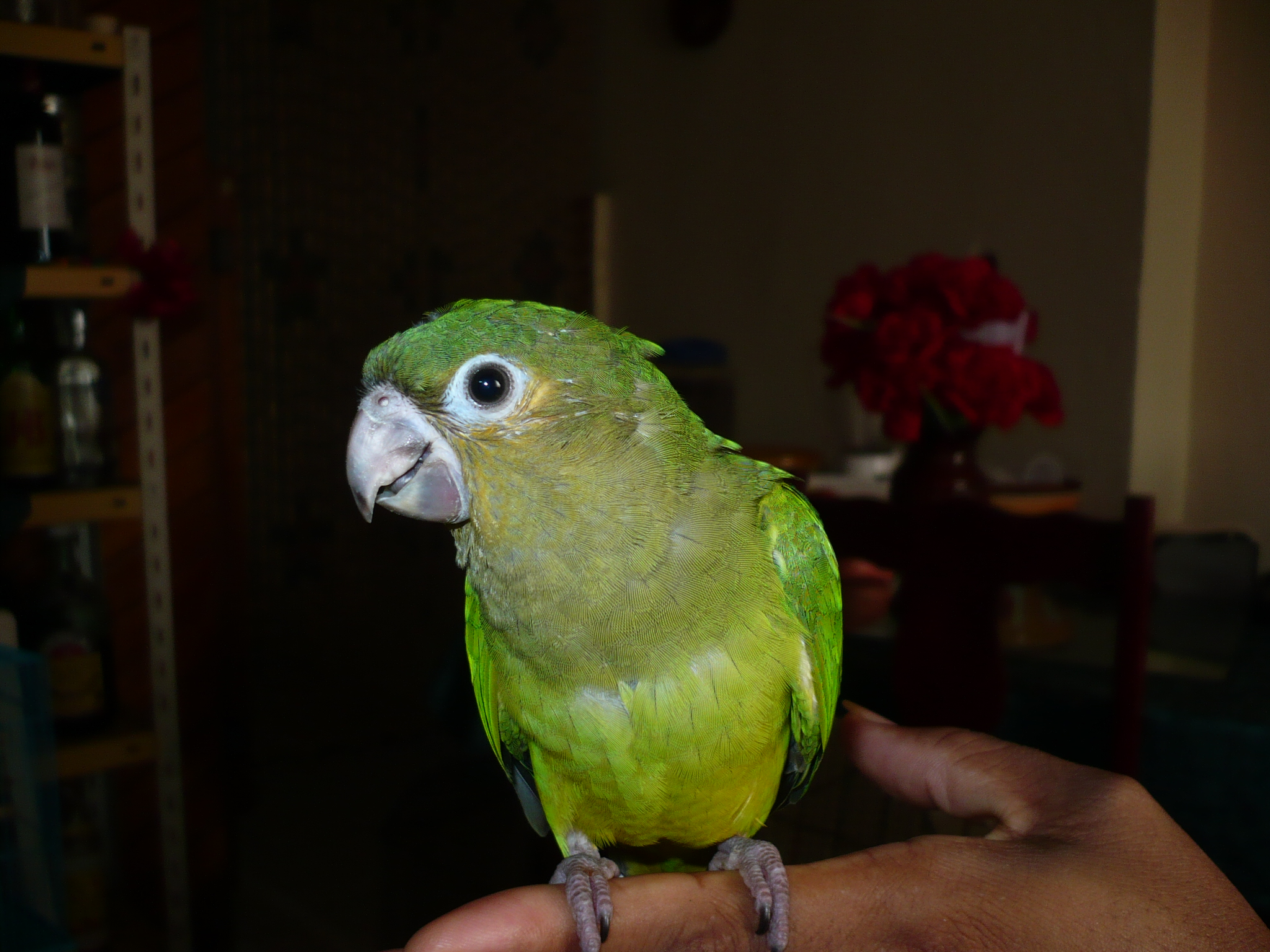
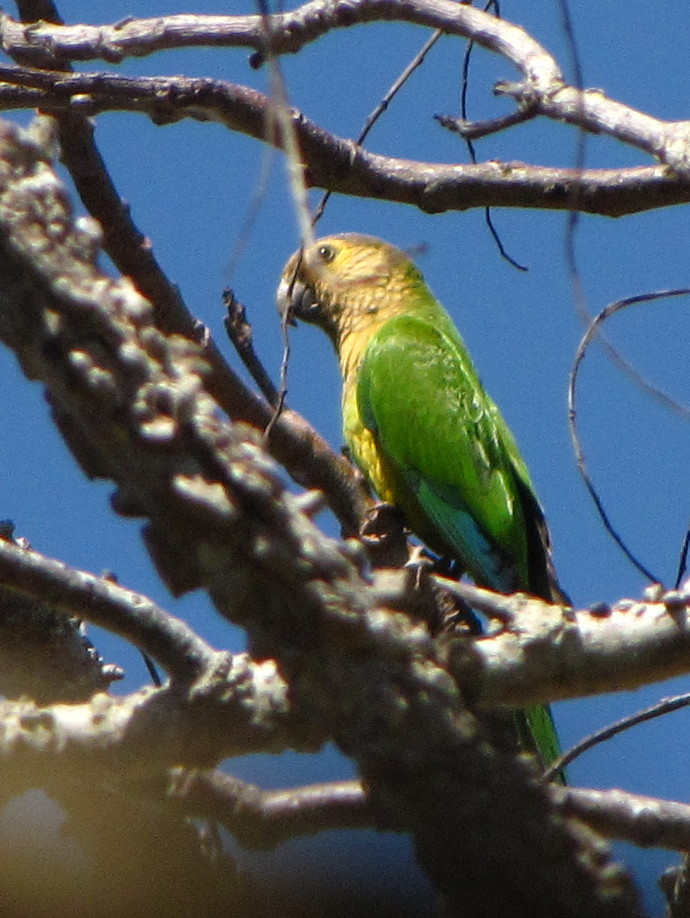
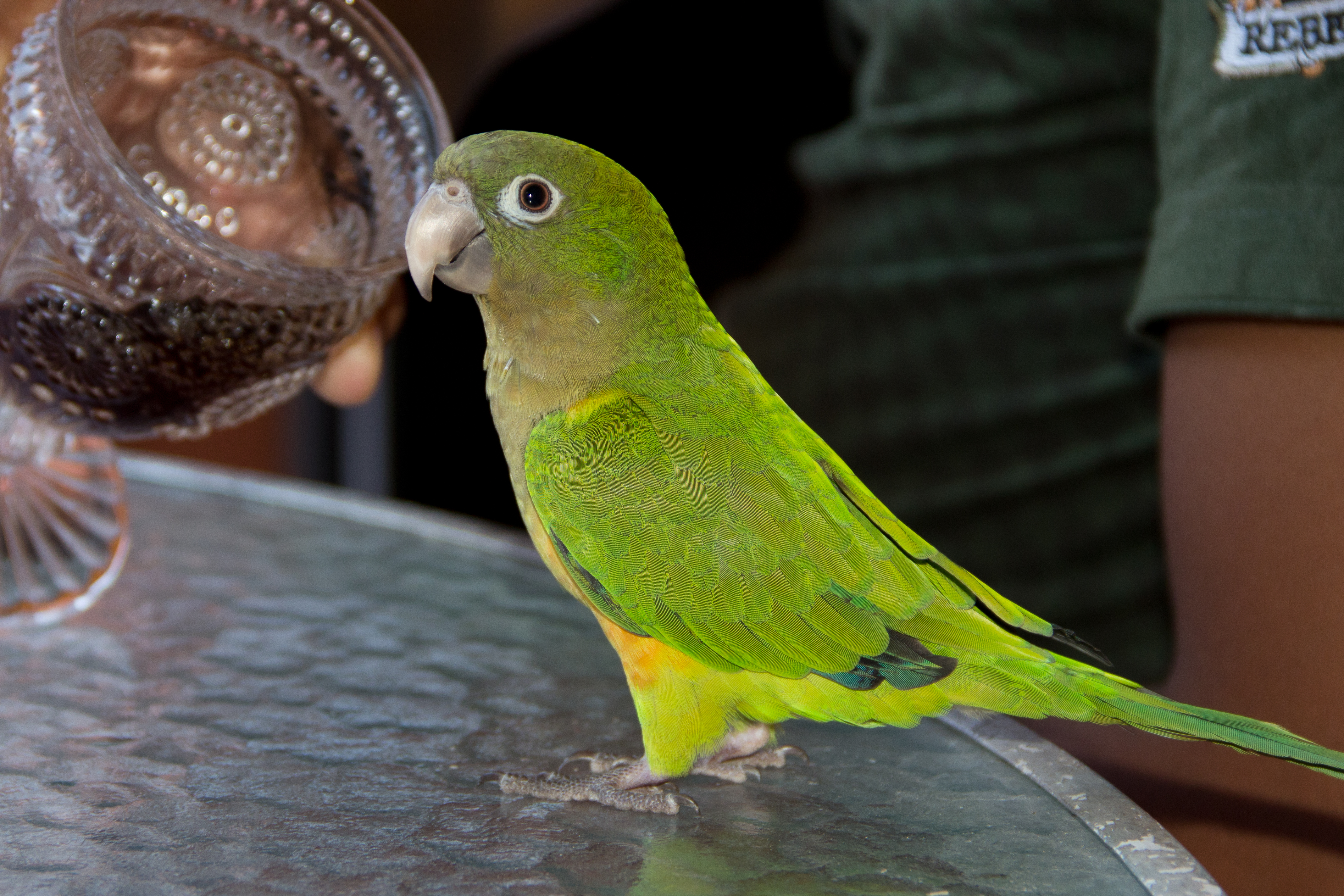
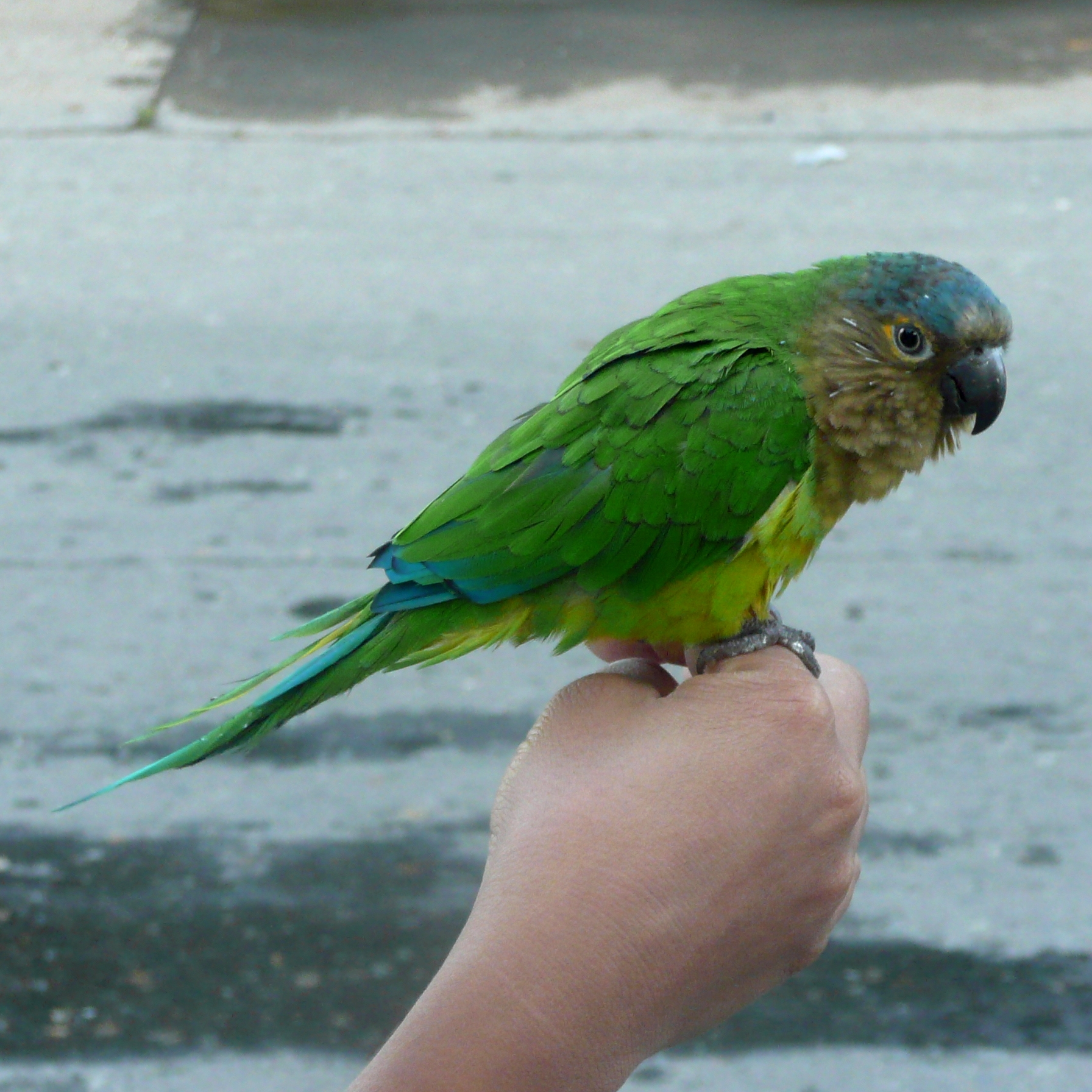